# Tatjana Tauer
Tatjana Lazarevna Tauer (Russisch: Татьяна Лазаревна Тауэр) (Moskou, 29 september 1945 – Hilversum, 27 juli 1994) was een van de grootste Russische harpisten van de 20e eeuw.
Ze begon met harp spelen op vierjarige leeftijd op aanraden van haar tante, Sofia Tauer, die solo-harpiste was bij het Bolsjojtheater in Moskou. Eerst bij de Gnessin Muziek School bij professor Mark Rubin en later op Conservatorium van Moskou bij Professor Erdeli en professor Vera Dulova, een legendarische harpiste. Vanaf jonge leeftijd speelde zij concerten, op zeventienjarige leeftijd werd ze solo-harpiste bij de Leningrad Philharmonisch Orkest onder leiding van Jevgeni Mravinski.
Zij speelde recitals, zowel solo als met verschillende orkesten, maakte talloze radio-, tv- en audio-opnamen en reisde over de hele wereld. Ze gaf masterclasses overal ter wereld, van Nederland tot Amerika en Japan. Zij doceerde aan het conservatorium van Leningrad en nam deel als jurylid aan verschillende internationale harpconcoursen.
Tatjana Tauer overleed op 48-jarige leeftijd aan de gevolgen van kanker. Zij liet haar man Boris Kozlov, haar dochter Anastasia Kozlova en haar moeder Anna Tauer achter.
Er bestaan talloze cd-opnamen, de laatste daarvan, Harp The Russian Way is opgenomen in Los Angeles, Californië. Er worden nog jaarlijks herdenkingsconcerten georganiseerd. Vele interviews zijn bewaard gebleven, waaronder de laatste met World Harp Society Journal.
- Bibliothèque nationale de France: cb14231855d (data)
- Gemeinsame Normdatei: 1204243743
- International Standard Name Identifier: 0000 0000 3280 9964
- Library of Congress Control Number: n89600314
- Virtual International Authority File: 21279872
- WorldCat: E39PBJhX8hcyh636K8B9jGFFrq